# Кубон
Кубон (англ. Cubone), в Японии известен как Каракара (яп. カラカラ) — покемон, существо из серии игр, манги и аниме «Покемон», принадлежащей компаниям Nintendo и Game Freak. Кубон был создан Кэном Сугимори и впервые появился в играх Pokémon Red и Blue, а затем и в различном мерчендайзе, спин-оффах, анимационной и печатной адаптациях франшизы. Кубон может эволюционировать в Маровака.

## Реакция и отзывы
Со своего первого появления в играх Кубон был принят критиками в целом положительно. Реймонд Падилла, редактор сайта GamesRadar, поставил его на третье место в своём списке «Пяти непреднамеренно страшных покемонов», ссылаясь на череп, который он носит на голове, и кость, которые могут быть намёком на каннибализм. Бретт Элстон, другой редактор GamesRadar, включил покемона в список самых пугающих, отметив, что Норман Бейтс, персонаж романа «Психоз», гордился бы Кубоном, так как по сюжету Норман носит одежду матери. Среди фанатов франшизы существует теория о том, что Кубон является ребёнком мёртвого покемона Кангасхана, так как они внешне похожи друг на друга. Кэролин Гадмандсон, редактор GamesRadar, поддержала эту теорию, предположив, что, возможно, изначально Кангасхан был эволюцией Маровака. На сайте IGN Кубон был назван хорошим покемоном для начальных уровней игры. «Pokémon of the Day Chick», редактор IGN, назвала Кубона одним из своих самых любимых покемонов, добавив, что его недочёты можно простить из-за того, что он мило выглядит. Райан Омега, автор книги Anime Trivia Quizbook: From Easy to Otaku Obscure, Episode 1, писал, что в опенинге аниме «Покемон» Кубон «стесняется камеры». Лоредана Липперини, автор Generazione Pókemon: i bambini e l’invasione planetaria dei nuovi, писала о Кубоне, как о популярном покемоне, который напоминает «таинственно» выглядящего маленького динозавра со шлемом в виде черепа.